# 堀川小泉停留場
堀川小泉停留場（ほりかわこいずみていりゅうじょう）は、富山県富山市堀川小泉町にある、富山地方鉄道富山軌道線本線の停留場である。駅番号はC03。
富山県道43号富山上滝立山線上の併用軌道に設置されている。

## 歴史
- 1913年（大正2年）9月1日：富山電気軌道の共進会場前停留場として開業[2]。
- 1913年頃：女子師範校前停留場に改称[2]。
- 1920年（大正9年）7月1日：富山市に譲渡され、富山市営軌道の停留場となる[3]。
- 1921（大正10年） - 23年（大正12年）：女学校前停留場に改称[2]。
- 1943年（昭和18年）1月1日：路線譲渡により富山地方鉄道の停留場となる[4]。
- 1945年（昭和20年）8月2日：富山大空襲の戦災より休止[5]。
- 1946年（昭和21年）1月14日：南富山駅前 - 富山駅前間復旧に伴い営業再開[6]。
- 1947年（昭和22年）4月1日：（旧）小泉町停留場に改称[2]。
- 1950年（昭和25年）5月15日：（現）小泉町停留場新設に伴い堀川小泉停留場に改称[7]。

## 停留場構造
相対式ホーム2面2線の地上駅。歩道とは横断歩道橋で結ばれている。

## 停留場周辺
- 富山県立富山いずみ高等学校
- 富山市立堀川小学校
- 富山市立堀川中学校
- 富山中央警察署堀川交番
- 富山市立図書館堀川分館
- 富山小泉郵便局
- 富山県立富山高等学校
- 富山県道317号下掛尾堀川小泉線

## 隣の停留場
富山地方鉄道
富山軌道線（本線）
大町停留場 (C02) - 堀川小泉停留場 (C03) - 小泉町停留場 (C04)